# José Aldo
José Aldo (* 9. September 1986 in Manaus) ist ein brasilianischer MMA-Kämpfer. Er war der letzte Federgewichts-Champion des Veranstalters World Extreme Cagefighting und nach der Eingliederung in die Ultimate Fighting Championship deren erster. Seine Wettkampfkarriere umfasst 32 Siege und 9 Niederlagen.

## Leben
Aldo begann seine MMA-Karriere im August 2004 in seinem Heimatland Brasilien. Dort kämpfte er an verschiedenen Veranstaltungen, unter anderem für Shooto. Zweimal trat er auch in Großbritannien und einmal in Japan an. Mit einer Bilanz von zehn Siegen und einer Niederlage hatte er dann im Juni 2008 seinen ersten Kampf bei WEC, wo er Alexandre Franca Nogueira per TKO besiegte. Auf dieselbe Weise bezwang er im November den späteren Ultimate Fighter Jonathan Brookins. Es folgten ein Sieg über Rolando Perez durch KO im Januar 2009 sowie Siege durch TKO über Chris Mickle im März und über Cub Swanson nach 8 Sekunden im Juni. Im Hauptkampf der WEC 44 im November trat er gegen den WEC-Federgewichts-Titelhalter Mike Thomas Brown an und wurde nach einem TKO-Sieg in der zweiten Runde zum neuen Champion. Diesen Titel konnte er im April 2010 gegen Urijah Faber nach Punkten und im September gegen Manny Gamburyan per KO verteidigen.
Nach der Eingliederung von WEC in die bis dahin ohne Federgewichtsklasse abgehaltene UFC wurde José Aldo am 20. November 2010 der Titel UFC Featherweight Champion zuerkannt. Diesen Titel musste er zunächst am 30. April 2011 gegen Mark Hominick verteidigen, welchen er durch Punktentscheidung besiegte. Seine nächste Titelverteidigung fand am 8. Oktober 2011 gegen Kenny Florian statt, gegen den er ebenfalls nach Punkten triumphierte. Am 14. Januar 2012 verteidigte er den Titel in seinem Heimatland Brasilien. Dort konnte er Chad Mendes per KO in der ersten Runde besiegen. Insgesamt verteidigte er den UFC-Federgewichtstitel siebenmal erfolgreich. Am 12. Dezember 2015 verlor er jedoch gegen Conor McGregor seinen Titel. Der Kampf, der mit großer medialer Aufmerksamkeit bedacht wurde, endete bereits in der ersten Runde nach 13 Sekunden mit dem KO von Aldo und ist damit der schnellste Titelkampf in der Geschichte des UFC. Weil McGregor den Federgewichtstitel nicht verteidigen wollte, wurde Aldo kurz nach seinem Sieg gegen Frankie Edgar im Kampf um den Interims-Gürtel bei UFC 200 wieder zum Champion ernannt.
Die erste Titelverteidigung seiner zweiten Regentschaft ging jedoch bei UFC 212 am 3. Juni 2017 gegen Max Holloway durch einen Knockout in der dritten Runde verloren. Auch den Rückkampf gegen Max Holloway bei UFC 218 verlor José Aldo am 2. Dezember 2017 erneut durch TKO in der dritten Runde.
Bei der Präsidentschaftswahl in Brasilien 2018 unterstützte Aldo den rechtsextremen Kandidaten Jair Bolsonaro.

## MMA-Statistik
| Ergebnis   | Profi-Rekord | Gegner                              | Datum              | Veranstaltung                               | Methode                                   | Runde | Zeit |
| ---------- | ------------ | ----------------------------------- | ------------------ | ------------------------------------------- | ----------------------------------------- | ----- | ---- |
| Sieg       | 1-0          | Mario Bigola                        | 10. August 2004    | EFC – Eco Fight Championship 1              | KO (Tritt gegen Kopf)                     | 1     | 0:18 |
| Sieg       | 2-0          | Hudson Rocha                        | 23. Oktober 2004   | Shooto Brazil – Never shake                 | TKO (Arztstop)                            | 1     | 5:00 |
| Sieg       | 3-0          | Luiz de Paula                       | 19. März 2005      | Shooto Americas – Shooto Brazil 7           | Aufgabe (Arm-Triangle Choke)              | 1     | 1:54 |
| Sieg       | 4-0          | Aritano Silva Barbosa               | 12. Mai 2005       | RMMA – Rio MMA Challenge 1                  | KO (Soccerkick)                           | 1     | 0:20 |
| Sieg       | 5-0          | Anderson "Sinho" Silverio           | 9. Juli 2005       | MECA 12 – Meca World Vale Tudo 12           | TKO (Aufgabe nach Soccerkicks)            | 1     | 8:33 |
| Sieg       | 6-0          | Phil „Billy“ Harris                 | 17. September 2005 | UK-1 – Fight Night                          | TKO (Arztstop)                            | 1     | 0:00 |
| Sieg       | 7-0          | Micky Young                         | 15. Oktober 2005   | FX 3 – Battle in Britain                    | TKO (Schläge)                             | 1     | 1:05 |
| Niederlage | 7-1          | Luciano Azevedo                     | 26. November 2005  | JF 5 – Jungle Fight 5                       | Aufgabe (Rear-Naked Coke)                 | 2     | 3:37 |
| Sieg       | 8-1          | Thiago „Minu“ Meller                | 20. Mai 2006       | GFC 1 – Gold Fighting Championship          | Punktentscheidung (Mehrheitsentscheidung) | 3     | 5:00 |
| Sieg       | 9-1          | Fabia Mello                         | 2. Mai 2007        | TFC – Top Fighting Championships            | Punktentscheidung (einstimmig)            | 3     | 5:00 |
| Sieg       | 10-1         | Shoji Maruyama                      | 27. Juli 2007      | Pancrase – 2007 Neo-Blood Tournament Finals | Punktentscheidung (einstimmig)            | 3     | 5:00 |
| Sieg       | 11-1         | Alexandre „Pequeno“ Franca Nogueira | 27. Juli 2007      | WEC 34 – Sacramento                         | TKO (Schläge)                             | 2     | 3:22 |
| Sieg       | 12-1         | Jonathan Brookins                   | 5. November 2008   | WEC 36 – Faber vs. Brown                    | TKO (Schläge)                             | 3     | 0:45 |
| Sieg       | 13-1         | Rolando Perez                       | 25. Januar 2009    | WEC 38 – Varner vs. Cerrone                 | KO (Knie und Schläge)                     | 1     | 4:15 |
| Sieg       | 14-1         | Chris „Mad Dog“ Mickle              | 1. März 2009       | WEC 39 – Brown vs. Garcia                   | TKO (Schläge)                             | 1     | 1:39 |
| Sieg       | 15-1         | Cub Swanson                         | 7. Juni 2009       | WEC 41 – Brown vs. Faber                    | TKO (Flying Knee & Schläge)               | 1     | 0:08 |
| Sieg       | 16-1         | Mike Thomas Brown                   | 18. November 2009  | WEC 44 – Brown vs. Aldo                     | TKO (Schläge)                             | 2     | 1:20 |
| Sieg       | 17-1         | „The Californian Kid“ Urijah Faber  | 24. April 2010     | WEC 48 – Aldo vs. Faber                     | Punktentscheidung (einstimmig)            | 5     | 5:00 |
| Sieg       | 18-1         | „The Anvil“ Manny Gamburyan         | 30. September 2010 | WEC 51 – Aldo vs. Gamburyan                 | KO (Schläge)                              | 2     | 1:32 |
| Sieg       | 19-1         | „The Machine“ Mark Hominick         | 30. April 2011     | UFC 129 – St. Pierre vs. Shields            | Punktentscheidung (einstimmig)            | 5     | 5:00 |
| Sieg       | 20-1         | Kenny „KenFlo“ Florian              | 8. Oktober 2011    | UFC 136 – Edgar vs. Maynard 3               | Punktentscheidung (einstimmig)            | 5     | 5:00 |
| Sieg       | 21-1         | Chad „Money“ Mendes                 | 14. Januar 2012    | UFC 142 – Aldo vs. Mendes                   | KO (Schläge)                              | 1     | 4:59 |
| Sieg       | 22-1         | „The Answer“ Frankie Edgar          | 2. Februar 2013    | UFC 156 – Aldo vs. Edgar                    | Punktentscheidung (einstimmig)            | 5     | 5:00 |
| Sieg       | 23-1         | „The Korean Zombie“ Chan Sung Yung  | 3. August 2013     | UFC 163 – Aldo vs. Korean Zombie            | TKO (Schläge)                             | 4     | 2:00 |
| Sieg       | 24-1         | „The Bully“ Ricardo Lamas           | 1. Februar 2014    | UFC 169 – Barao vs. Faber 2                 | Punktentscheidung (einstimmig)            | 5     | 5:00 |
| Sieg       | 25-1         | Chad „Money“ Mendes                 | 25. Oktober 2014   | UFC 179 – Aldo vs. Mendes 2                 | Punktentscheidung (einstimmig)            | 5     | 5:00 |
| Niederlage | 25-2         | „The Notorious“ Conor McGregor      | 12. Dezember 2015  | UFC 194 – Aldo vs. McGregor                 | KO (Schläge)                              | 1     | 0:13 |
| Sieg       | 26-2         | „The Answer“ Frankie Edgar          | 9. Juli 2016       | UFC 200 – Tate vs. Nunes                    | Punktentscheidung (einstimmig)            | 5     | 5:00 |
| Niederlage | 26-3         | Max „Blessed“ Holloway              | 3. Juni 2017       | UFC 212 – Aldo vs. Holloway                 | TKO (Schläge)                             | 3     | 4:13 |
| Niederlage | 26-4         | Max „Blessed“ Holloway              | 2. Dezember 2017   | UFC 218 – Holloway vs. Aldo 2               | TKO (Schläge)                             | 3     | 4:51 |
| Sieg       | 27-4         | Jeremy „Lil' Heathen“ Stephens      | 28. Juli 2018      | UFC on Fox 30 – Alvarez vs. Poirier 2       | TKO (Schläge)                             | 1     | 4:19 |
| Sieg       | 28-4         | Renato Moicano                      | 2. Februar 2019    | UFC Fight Night: Assunção vs. Moraes 2      | TKO (Schläge)                             | 2     | 0:44 |
| Niederlage | 28-5         | Alexander Volkanovski               | 11. Mai 2019       | UFC 237                                     | Punktentscheidung (einstimmig)            | 3     | 5:00 |
| Niederlage | 28-6         | Marlon Moraes                       | 14. Dezember 2019  | UFC 245                                     | Punktentscheidung (geteilt)               | 3     | 5:00 |
| Niederlage | 28-7         | Petr Yan                            | 12. Juni 2020      | UFC 251                                     | TKO (Schläge)                             | 5     | 3:24 |
| Sieg       | 29-7         | Marlon „Chito“ Vera                 | 19. Dezember 2020  | UFC Fight Night: Thompson vs. Neal          | Punktentscheidung (einstimmig)            | 3     | 5:00 |
| Sieg       | 30-7         | Pedro Munhoz                        | 7. August 2021     | UFC 265                                     | Punktentscheidung (einstimmig)            | 3     | 5:00 |
| Sieg       | 31-7         | Rob Font                            | 4. Dezember 2021   | UFC on ESPN: Font vs. Aldo                  | Punktentscheidung (einstimmig)            | 5     | 5:00 |